# Wolfhagen
Wolfhagen è una città tedesca di 13 493 abitanti, situata nel land dell'Assia.